# جامع العشرة المبشرة
جامع العشرة المبشرة هو من مساجد العراق الحديثة، ويقع في حي الزهراء في مدينة البصرة، وبني بالتبرع من جماعة من المحسنين في دول الخليج العربي، في عام 1415 هـ/1995م.
ولقد تم تحطيم اجزاء من الجامع من قبل المليشيات الطائفية بعد تفجير ضريح العسكريين 2006، حيث تم تفجير واحراق المسجد وسرقة مقتنياته وأثاثهِ من قبل جماعة من المسلحين، وتم تحويل باحته الخارجية إلى مكان لجمع النفايات والمزابل، وبعد مرور سنة تقريبا وعند حصول حادث تفجير ضريح العسكريين 2007 بفترة تم تفجير منارة ومئذنة المسجد المعروفة بارتفاعها الشاهق من قبل جماعة من المسلحين، وحالياً الجامع مهمل، وهناك محاولة لاعادة بناءه من قبل ديوان الوقف السني.
من العلماء الاعلام الذين ساهموا في بناء الجامع والعناية به الشيخ نادر كريم سلمان الربيعي، والذي قتل وأغتيل أثناء فترة الفتنة الطائفية، وكانت آخر خطبة لهُ في الجامع ظهر يوم الجمعة تشرين الثاني 2005م، حيث جاءت قوة مسلحة إلى داره الواقع امام جامع الكواز في البصرة واختطف منه ثم قتلوه ورموه في مقبرة الإنكليز في البصرة.